# Лонгареду (Сасари)
Лонгареду је насеље у Италији у округу Сасари, региону Сардинија.
Према процени из 2011. у насељу је живело 45 становника. Насеље се налази на надморској висини од 18 м.